# Giovanni Arrivabene

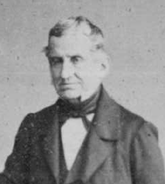
Giovanni Arrivabene

Giovanni Graf Arrivabene (auch Jean Arrivabene; * 24. Juni 1787 in Mantua; † 11. Januar 1881 ebenda) war ein italienischer Nationalökonom.

## Leben
Arrivabene wurde 1820 infolge eines Besuchs, den ihm Silvio Pellico machte, als Carbonaro verhaftet und in das Gefängnis von Murano bei Venedig abgeführt. Nachdem sich seine Unschuld erwiesen, wurde er nach sieben Monaten zwar freigelassen, musste aber bald darauf wegen einer Geldunterstützung, die er den aufständischen Piemontesen hatte zukommen lassen, flüchtig werden und begab sich nach der Schweiz und von da nach Frankreich und England. Währenddessen wurden von der österreichischen Regierung seine Güter sequestriert und er selbst am 21. Januar 1824 in Abwesenheit zum Tod verurteilt.
In London widmete sich Arrivabene nationalökonomischen Studien, als deren Ergebnis sein Werk über die englischen Wohltätigkeitsanstalten (Beneficenza della città di Londra, Lugano 1827–1832, 2 Bände) erschien. Nach Belgien übergesiedelt (1827) und daselbst nationalisiert (1840), beschäftigte er sich vorzugsweise mit der Lage der arbeitenden Klassen. Er veranstaltete mit anderen 1846 den volkswirtschaftlichen Kongress zu Brüssel, aus welchem die Belgische Ökonomische Gesellschaft hervorging, deren Präsident er wurde. Im Jahr 1860 kehrte er nach Italien zurück, wo er, zum Senator ernannt und von der Italienischen Nationalökonomischen Gesellschaft zu Florenz zum Präsidenten erwählt, hochbetagt am 12. Januar 1881 in Mantua starb. Von 1867 bis 1881 war er auch Präsident der Accademia Nazionale Virgiliana. 1866 wurde er von der Königlichen Akademie der Wissenschaften und Schönen Künste von Belgien zum assoziierten Mitglied gewählt.

## Werk
Seine Hauptschriften gab Dino Carina heraus (Scritti morali ed economici, Florenz 1870). Arrivabene hat auch Mills Principles of political economy ins Italienische übersetzt und Memoiren seines bewegten Lebens (Intorno ad un’epoca della mia vita 1820–22, Turin 1860; deutsch: Gotha 1861, und Memorie della mia vita, 1795–1859, Florenz 1879) veröffentlicht.